# Боярское (Буйский район)
Боярское — деревня в Буйском районе Костромской области. Входит в состав Центрального сельского поселения.

## География
Находится в западной части Костромской области на расстоянии приблизительно 42 км на север по прямой от районного центра города Буй на правом берегу реки Кострома.

## История
В 1872 году здесь было учтено 28 дворов, в 1907 году — 48.

## Население
Постоянное население составляло 138 человек (1872 год), 259 (1897), 277 (1907), 32 в 2002 году (русские 100 %), 10 в 2022.